# Навас-де-Оро
Навас-де-Оро (ісп. Navas de Oro) — муніципалітет в Іспанії, у складі автономної спільноти Кастилія-і-Леон, у провінції Сеговія. Населення — 1480 осіб (2010).
Муніципалітет розташований на відстані близько 110 км на північний захід від Мадрида, 38 км на північний захід від Сеговії.

## Демографія
Динаміка населення (INE ):